# SWR3
SWR3 ist die Popwelle des Südwestrundfunks (SWR). Das Programm wird im SWR-Funkhaus in Baden-Baden produziert. Zusätzlich gibt es mehrere regionale Studios, die der Baden-Badener Redaktion zuliefern. Die Standorte der Studios sind Stuttgart, Mannheim und Mainz. Der Media-Analyse 2025 Audio II zufolge erreicht SWR3 in einer durchschnittlichen Sendestunde 957.000 Hörer, bundesweit sind es täglich 3,5 Mio. Hörer.

## Geschichte

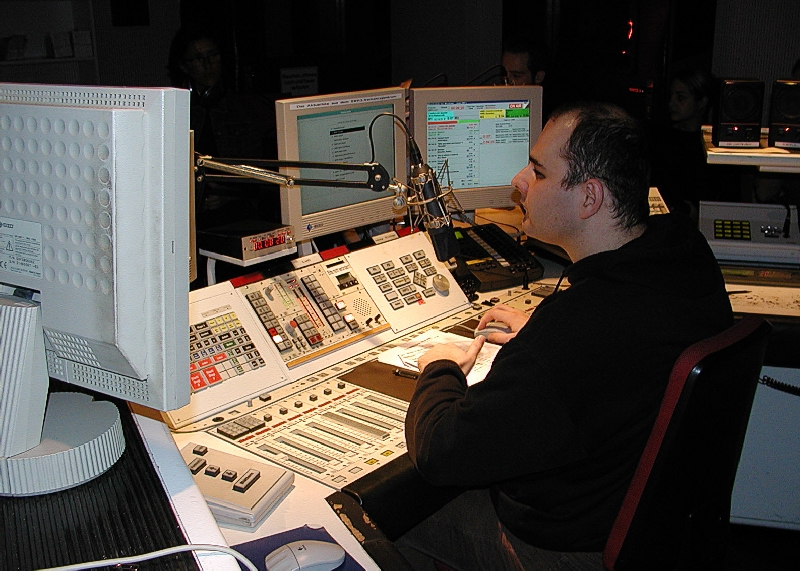
Altes Studio SK3 (1998 bis 2006)

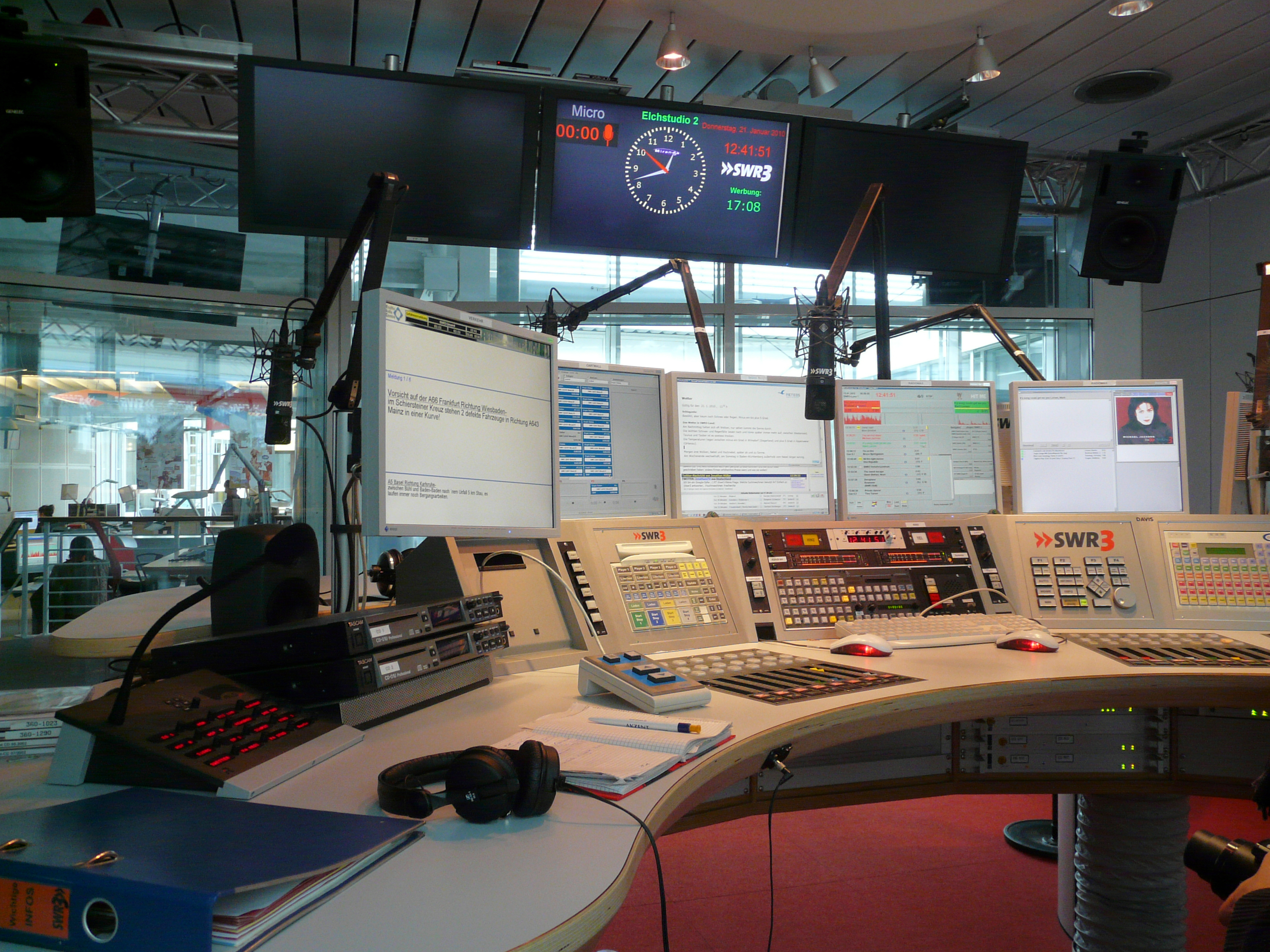
Sendestudio B, in Anlehnung an das offizielle Maskottchen auch „Elchstudio“ genannt

Das Programm entstand im Zuge der Senderfusion des SDR und des SWF zum SWR aus den beiden Vorgängerwellen SDR 3 und SWF3. Der Sendestart von SWR3 war am 30. August 1998. Zuvor sendeten beide Wellen bereits seit dem Mittag des 23. August eine gemeinsame einwöchige Hörer-Hitparade unter dem Titel „SWR3 – Start ins Wildall“. „Start ins Wildall“ hieß auch ein Gratis-Festival zum Sendestart im Baden-Airpark bei Baden-Baden, mit dessen Top-Act Herbert Grönemeyer offiziell der Sendebetrieb von SWR3 begann. Michael Reufsteck moderierte in der folgenden Nacht die erste reguläre Sendung des neuen Senders, „SWR3 Luna“.
Bis August 2006 wurde im Baden-Badener Haus des Hörfunks aus Studioräumen gesendet, aus denen vor dem Sendestart von SWR3 das Programm von SWF3 abgewickelt wurde.

Erstes Logo des Senders, 1998–2001
Zweifarbiges Logo mit den Pfeilen hinter dem Text, SWR in Blau, Pfeile und 3 in Rot
Zweifarbiges Logo von SWR3 bis 2013; die Pfeile stehen vor dem Text, SWR in Blau, Pfeile und 3 in Rot.
Einfarbiges Logo in Rot seit 2014

## Programm und Zielgruppe
SWR3 möchte (als Kernzielgruppe) insbesondere Hörer zwischen 14 und 49 Jahren ansprechen und bietet dazu ein 24-Stunden-Live-Programm. Die Musik orientiert sich an einem Adult Contemporary-Format. Aktuelle Informationen bringt der Sender in den stündlichen SWR3-Nachrichten und daneben in Beiträgen im laufenden Programm, wie z. B. im SWR3-Topthema (12:15 Uhr und 17:40 Uhr).
Der Programm-Claim von SWR3 lautet: „Einfach gute Musik. Einfach SWR3.“, zuvor gab es die Slogans: „Lust auf gute Musik. Einfach SWR3.“ „Der beste Musikmix. Einfach SWR3“, „Mehr Hits. Mehr Kicks. Einfach SWR3.“ (dieser wird in Textform z. B. im Radiotext noch verwendet), „Leben im Wildall“ und „Einfach die besten Hits, einfach SWR3“. Außerdem ist der Slogan „SWR3 – Ihr Radio Nummer 1“ hinzugekommen. Stationvoice des Senders war von 2000 bis 2022 Jan Garcia. Am 12. September 2022 wurde er durch Jan Bracht ersetzt.
Insgesamt ist SWR3 ein stark formatiertes und durchstrukturiertes Programm, das mit Großaktionen auf sich aufmerksam macht. Dabei verlost SWR3 unter dem Motto „SWR3 Elch und weg“  Reisen u. a. mit Prominenten. Das von SWF3 ab 1994 jährlich veranstaltete SWF3 New Pop Festival (in Baden-Baden) wurde von SWR3 weitergeführt. Bei diesem Festival treten nationale und internationale Künstler auf. Diese programmlichen Änderungen führten nach einem Quotentief nach der Fusion seit etwa 2002 wieder zu hohen Einschaltzahlen. Der Media-Analyse (MA) 2007 Radio II zufolge wurde SWR3 täglich von bundesweit 3,8 Millionen Hörern (2005: 3,22 Mio.) mindestens einmal eingeschaltet, bei der Media-Analyse 2010 Radio II waren es 3,82 Millionen Hörer.
Zum Verbreitungsgebiet wird, wie es bereits beim Vorgängersender SWF3 der Fall war, neben Baden-Württemberg und Rheinland-Pfalz inoffiziell auch der Raum Köln/Bonn hinzugezählt, der im Wetterbericht und in den Verkehrsmeldungen oft separat erwähnt wird. Auch in anderen an das SWR-Sendegebiet angrenzenden Gebieten, wie z. B. dem Frankfurter Raum, dem Saarland, dem Siegerland und dem bayerischen Schwaben hat SWR3 viele Hörer.

### SWR3 spielt verrückt
In unregelmäßigen Abständen, meist an einem Feiertag wie beispielsweise Christi Himmelfahrt, Pfingstmontag, Tag der Deutschen Einheit oder Silvester, findet das Event SWR3 spielt verrückt statt. An dem Tag werden ausschließlich von Zuhörern gewünschte Lieder gespielt, die oft deutlich vom sonst für den Sender üblichen Musikspektrum abweichen und die eine Vielzahl von Genres von Klassik über Schlager bis hin zu härteren Spielformen des Metal umfassen. Manche der Sendungen wurden archiviert und waren auch danach noch für eine längere Zeit als Stream auf der Website und in der SWR3-App abrufbar.

### Nachrichten
SWR3 sendet rund um die Uhr zur vollen Stunde aktuelle Nachrichten. Montags bis Freitags zwischen 5:30 Uhr und 8:30 Uhr werden zusätzlich Nachrichten zur halben Stunde gesendet. SWR3 produziert die Nachrichtensendungen unter der Woche von 5:00 Uhr bis 19:00 Uhr sowie an Wochenenden und Feiertagen von 8:00 Uhr bis 19:00 Uhr selbst. Außerhalb dieser Zeiten werden die zentralen Hörfunknachrichten des SWR übernommen. Diese werden ebenfalls in Baden-Baden produziert. Für den Zuhörer sind die von SWR3 selbst produzierten Nachrichten daran zu erkennen, dass der Moderator den Nachrichtenredakteur anmoderiert.
Schwerpunkt der SWR3-Nachrichten ist die überregionale Berichterstattung aus Deutschland und der Welt. Außerdem werden herausragende Ereignisse aus dem Sendegebiet berichtet. Für die einzelnen Meldungen greifen die Redakteure auf die Nachrichtenticker der großen Nachrichtenagenturen wie AFP, AP, dpa und Reuters zurück. Außerdem werden kurze Beitrage, sogenannte Nachrichten‐Minuten, verwendet. Diese werden von ARD-Korrespondenten im ARD-Hauptstadtstudio und den ARD-Auslandsstudios zentral für alle Hörfunkwellen der ARD bereitgestellt. Zusätzlich werden Beiträge von den Reportern des SWR sowie teilweise eigene Beiträge verwendet.
Für die SWR3-Nachrichten arbeiten in der Regel zwei Redakteure. Einer der Redakteure übernimmt ebenfalls das Lesen der Meldungen. Eine Nachrichtensendung hat in der Regel eine Länge von etwa 2,5 Minuten.
Die zentralen Hörfunknachrichten des SWR sind während der ARD-Popnacht genau 3 Minuten lang. Durch die einheitliche Länge können andere ARD-Hörfunkwellen, die das Programm übernehmen, in dieser Zeit eigene Nachrichten senden. Außerhalb der ARD-Popnacht variiert die Länge der zentralen Hörfunknachrichten des SWR leicht.
Montags bis freitags wird um 17:40 Uhr das SWR3-Topthema, ein planmäßiger Beitrag über ein festgelegtes Thema, gesendet. Seit dem Wegfall der Sendung Topthemen am Mittag im September 2022 wird das SWR3-Topthema zusätzlich mittags um 12:15 Uhr gesendet.

### Verkehrsinformationen
Das „SWR3-Verkehrszentrum“ berichtet jede halbe Stunde über die Verkehrslage im UKW-Sendegebiet und den angrenzenden Gebieten. Sogenannte „SWR3-Staumelder“ – registrierte Hörer – können Verkehrsstörungen melden, die noch nicht anderweitig gemeldet wurden. Während Pop - die Abendshow und der ARD-Popnacht werden bundesweite Verkehrsmeldungen gesendet, da das Programm von SWR3 in dieser Zeit von mehreren anderen ARD-Hörfunkwellen in Deutschland übernommen wird.
Die Verkehrsmeldungen werden montags bis freitags von 6:00 Uhr bis 19:00 Uhr von speziellen Verkehrsredakteuren verlesen, außerhalb dieser Zeit vom jeweiligen Moderator der Sendung.

### ARD-Popnacht
Die Pop- und Servicewellen der ARD senden seit dem 23. Dezember 1985 ein gemeinsames Nachtprogramm. Seit dem 1. Januar 1990 trägt dieses Nachtprogramm den Namen ARD-Popnacht. Bis 2011 waren je nach Wochentag unterschiedliche ARD-Hörfunkwellen für das Nachtprogramm verantwortlich.
SWR3 sendet seit dem Sendestart 1998 ein eigenes Nachtprogramm und übernahm die ARD-Popnacht nie. Jedoch gestaltete SWR3 die ARD-Popnacht in den Nächten auf Samstag und Sonntag sowie einzelne Nächte unter der Woche. In diesen Nächten gab SWR3 sein Nachtprogramm im Rahmen der ARD-Popnacht an andere ARD-Hörfunkwellen ab.
Die ARD änderte 2010/2011 das Modell der gemeinsamen Nachtprogramme. Fortan ist für jedes Gemeinschafts-Nachtprogramm nur noch ein Sender verantwortlich. Bei der ARD-Popnacht ist das seit dem Januar 2011 SWR3. Dabei ist die Sendung „Luna“ (0:03 Uhr bis 5:00 Uhr, am Wochenende bis 6:00 Uhr) jede Nacht auf vielen ARD-Popwellen zu hören. Für die übernehmenden Hörfunkwellen werden seit 2018 jedoch neutrale Jingles ohne Nennung des Sendungsnamens ausgespielt.

## Empfangswege

### Hörfunk

UKW-Frequenzen von SWR3. (Stand: 2010)

SWR3 kann terrestrisch analog über UKW flächendeckend in Baden-Württemberg und Rheinland-Pfalz in entsprechender Regionalisierung empfangen werden.
Digital wird der Sender nahezu flächendeckend über DAB+ im Sendegebiet verbreitet: Kanal 8A, 8D und Kanal 9D in Baden-Württemberg, Kanal 11A in Rheinland-Pfalz. In Baden-Württemberg wird dabei die überregionale Version verwendet.
Des Weiteren kann SWR3 über DVB-S, DVB-C und Internetradio empfangen werden.
Siehe auch: Sendeanlagen des SWR und Liste von Sendeanlagen in Rheinland-Pfalz.

### Regionalisierung
Nach dem Sendestart 1998 wurden in den ersten Jahren neben dem Zentralprogramm auch längere sogenannte „Metro-Fenster“ gesendet. Diese umfassten an Werktagen zwischen einer (Metro Rhein-Neckar aus Heidelberg, Metro Rhein-Main aus Mainz) und sieben Stunden (Metro Stuttgart). Sie wurden über einzelne UKW-Frequenzen in den Ziel-Ballungsgebieten ausgestrahlt, Metro Stuttgart daneben auch über Satellit (ADR). Die übrigen UKW-Frequenzen übertrugen weiterhin das überregionale Programm aus Baden-Baden. Im September 2002 wurden sämtliche moderierten Strecken aus den Regionalstudios eingestellt.
Jedoch gibt es weiterhin Regionalprogramm, hierbei handelt es sich aber nur um kurze Features wie Veranstaltungshinweise oder Wetterberichte. Außerdem werden teilweise regionalisierte Jingles gesendet. Die vier Regionen werden im Programm von SWR3 wie folgt bezeichnet:
- von der Alb übers Allgäu bis zum Bodensee (früher: von der Alb bis zum Bodensee), in Jingles auch: für Baden-Württemberg und Bayern
- Baden, die Pfalz und Rhein-Neckar (früher: die Pfalz und Baden), in Jingles auch: für Baden-Württemberg und Rheinland-Pfalz
- Rheinland-Pfalz, das Rheinland und Rhein-Main (früher: Rheinland-Pfalz und das Rheinland), in Jingles auch: fürs Rheinland, die Pfalz und Rhein-Main
- Württemberg, von der Alb bis zum Main (früher: Württemberg)

Via Internetradio, DVB-S, DVB-C und in Baden-Württemberg via DAB+ ist stattdessen überregional die Rede von:
- SWR3-Land: vom Rheinland bis zum Bodensee

### Fernsehen
Seit 16. März 2020 wird die SWR3 Morningshow montags bis freitags zwischen 6:00 Uhr und 8:00 Uhr ebenfalls im SWR Fernsehen übertragen. Die Übertragung im Fernsehen wurde vor dem Hintergrund der Schulschließung in der COVID-19-Pandemie begonnen. Der SWR möchte hiermit seinen Zuschauern morgens auch im SWR Fernsehen aktuelle Informationen anbieten.
Für die Übertragung werden mehrere automatische Kameras genutzt, welche die Moderatoren und Redakteure im Hörfunkstudio in Baden-Baden zeigen. Zusätzlich werden die aktuellen Schlagzeilen, der Wetterbericht und Bilder von Verkehrskameras aus Baden-Württemberg und Rheinland-Pfalz eingeblendet. Auf der Tonspur wird das aktuell laufende Radioprogramm von SWR3 übertragen. Die Werbeblöcke vor den Nachrichten werden jedoch ausgeblendet, da das SWR Fernsehen werbefrei ist. In dieser Zeit wird im Fernsehen ein Musikbett gesendet. Die Technik wurde bereits 2014 in den Hörfunkstudios für das Visual Radio installiert. Das Programm ist daher auch über den Visual Radio Livestream auf der SWR3 Webseite abrufbar.
Zwischen 2003 und 2021 wurde die Sendung „Die Pierre M. Krause Show - SWR3 latenight“ (früher „SWR3 Ring frei“) mit Pierre M. Krause im SWR Fernsehen ausgestrahlt. Zwischen 1998 und 2002 gab es zudem in der Nachtlücke des Südwest-Fernsehens das Format „Elch-TV“ (bzw. „Wildall-TV“). Dabei handelte es sich um eine computergenerierte „Chat-Welt“, aus der Ausschnitte im Fernsehprogramm übertragen wurden. Der Ton der Sendung war das laufende SWR3-Radioprogramm.

## Moderatoren (Auswahl) und Sendungen
Seit dem 2. Januar 2025 gilt für SWR3 folgendes Sendeschema, von dem in Ferienzeiten oder an Feiertagen abgewichen wird:

### Montag bis Freitag
| Sendung      | Sendezeit     | Moderator(in) |
| ------------ | ------------- | --- |
| ARD-Popnacht | 0 bis 5 Uhr   | - Ben Streubel (Hauptmoderator) - Daniela Hilpp - Benedikt Lawen - Michael Reufsteck - Bernd Lechner - Anno Wilhelm |
| Morningshow  | 5 bis 10 Uhr  | - Constantin Zöller und Rebekka de Buhr - Anneta Politi und Kemal Goga                                              |
| NOW          | 10 bis 13 Uhr | - Nicola Müntefering - Dennis Tinat                                                                                 |
| PUSH         | 13 bis 16 Uhr | - Sabrina Kemmer - Sebastian Müller - Lisa-Marie Köster                                                             |
| MOVE         | 16 bis 20 Uhr | - Volker Janitz - Michael Wirbitzky und Sascha Zeus                                                                 |
| POP          | 20 bis 0 Uhr  | - Marcus Barsch - Michael Reufsteck - Daniela Hilpp - Lisa-Marie Köster                                             |

### Samstag
| Sendung      | Sendezeit     | Moderator(in)                                                                                      |
| ------------ | ------------- | -------------------------------------------------------------------------------------------------- |
| ARD-Popnacht | 0 bis 6 Uhr   | - Benedikt Lawen - Michael Reufsteck - Dennis Tinat - Anno Wilhelm - Anneta Politi - Simone Sarnow |
| FIT          | 6 bis 9 Uhr   | - Kemal Goga - Anno Wilhelm - Sara Talmon - Lisa-Marie Köster - Michael Spleth - Simone Sarnow     |
| NOW          | 9 bis 13 Uhr  | - Nicola Müntefering - Dennis Tinat                                                                |
| PUSH         | 13 bis 16 Uhr | - Sabrina Kemmer - Sebastian Müller - Anno Wilhelm                                                 |
| EASY         | 16 bis 19 Uhr | - Michael Wirbitzky und Sascha Zeus - Volker Janitz                                                |
| POP          | 19 bis 0 Uhr  | - Marcus Barsch - Michael Reufsteck - Daniela Hilpp                                                |

### Sonntag
| Sendung                                             | Sendezeit     | Moderator(in)                                                                                      |
| --------------------------------------------------- | ------------- | -------------------------------------------------------------------------------------------------- |
| ARD-Popnacht                                        | 0 bis 6 Uhr   | - Benedikt Lawen - Michael Reufsteck - Dennis Tinat - Anno Wilhelm - Anneta Politi - Simone Sarnow |
| FIT                                                 | 6 bis 9 Uhr   | - Kemal Goga - Anno Wilhelm - Sara Talmon - Lisa-Marie Köster - Sabrina Droste                     |
| TALK                                                | 9 bis 13 Uhr  | - Kristian Thees                                                                                   |
| RELAX (Falls Kristian Thees „TALK“ nicht moderiert) | 9 bis 13 Uhr  | - Nicola Müntefering - Sabrina Kemmer - Bernd Lechler                                              |
| PUSH                                                | 13 bis 16 Uhr | - Daniela Hilpp - Sebastian Müller - Anno Wilhelm - Benedikt Lawen                                 |
| EASY                                                | 16 bis 19 Uhr | - Volker Janitz - Lisa-Marie Köster - Anno Wilhelm - Michael Spleth - Nicola Müntefering           |
| POP                                                 | 19 bis 0 Uhr  | - Marcus Barsch - Michael Reufsteck - Daniela Hilpp                                                |

### Ehemalige Moderatoren (Auswahl)
- Elmar Hörig (* 1949)
- Kai Karsten (* 1968) (Wechsel zu SWR1 BW)
- Nicole Köster (* 1975)  (Wechsel zu SWR1 BW)
- Jonathan Schächter (* 1982) (Wechsel zu Energy Zürich)[11]
- Thomas Schmidt (* 1957, † 2019) (Wechsel zu SWR1 BW)
- Stefanie Tücking (* 1962, † 2018)

## Maskottchen

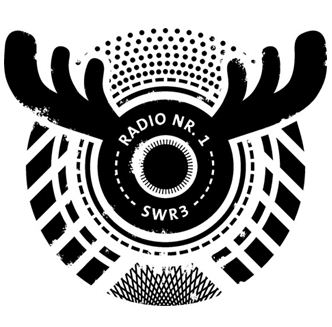
SWR3-Elch-Logo

Das Maskottchen von SWR3 ist der „SWR3-Elch“ (früher auch Schwarzwaldelch genannt). Als Erfinder dieses Elches gilt der ehemalige SWF3-Moderator Gerd Leienbach, der ein Bewegungsgeräuschmodul, welches in Plüschtieren als Tierstimm-Modul zu finden ist, in seiner Sendung einsetzte. Dieses Modul in Form einer kleinen Dose macht ein Mööh-Geräusch, wenn man es umdreht.
Im Rahmen des neuen SWR3-Designs wird der SWR3-Elch seit September 2013 im abstrakten Look als kreisrundes Signet mit Elchgeweih abgebildet.
Gelegentlich veranstaltet der Sender den SWR3-Elchalarm, bei dem vor Ort an jeden Hörer ein kleiner Plüschelch verschenkt wird.

## Angebote

### Radio-Comedy
SWR3 ist, wie bereits der Vorgänger SWF3, bekannt für eigenproduzierte Radio-Comedy-Reihen. Einige dieser Serien haben Kultstatus erreicht, beispielsweise Feinkost Zipp und Taxi Sharia. Im Umfeld der Fußball-WM 2006 erfreuten sich auch zwei Comedy-Reihen, die sich mit Ex-Fußballnationaltrainer Jürgen Klinsmann auseinandersetzen („Klinscamp“, „Klinsmään“), großer Beliebtheit. „Klinscamp“ wurde, nachdem Joachim Löw Nationaltrainer wurde, zu „Jogis Jungs“.
In der Radio-Comedy sind häufig die Stimmen des Stimmenimitators und SWR3-Comedy-Chefs Andreas Müller und die der Moderatoren Michael Wirbitzky und Sascha Zeus zu hören.
Von 2016 bis 2024 veranstaltete SWR3 jedes Jahr im Frühling das dreitägige SWR3 Comedy Festival in Bad Dürkheim. Im Rahmen dieses Festivals wurde auch der SWR3 Comedy-Förderpreis verliehen.

### Internet
Nachdem der Vorgängersender SWF3 zu Beginn der 1990er Jahre zunächst eine eigene Mailbox betrieb, gingen Mitte 1994 auch seine ersten Webseiten, zunächst an der Universität Karlsruhe, online. Die eigene Domain folgte im Dezember des Jahres.
Das Web-Angebot besteht heute aus Live-Streaming, Web-Channels für besondere Musikinteressen, Informationen zum laufenden Titel, Beiträgen zu Musik und aktuellen Themen, Radio-Comics, Nachrichten, Wetter und Verkehr und ist seit September 2011 auch für Smartphones optimiert. Am 8. Mai 2008 wurde zudem die Internet-Community SWR3Land gegründet, die zum 1. Juni 2021 wieder abgeschaltet wurde.
Um SWR3 auch per Internet hören zu können, kann man entweder direkt per Browser auf der SWR3-Webseite das Webradio nutzen oder den offiziellen Livestream in eine Anwendung einbinden. Für iPhone, iPod touch, Windows Mobile, WebOS und Android-Smartphones gibt es eine kostenlose Anwendung, die den Empfang des Programms über das Internet und weitere Informationen möglich macht. So kann man unabhängig vom aktuellen Programm aktuelle SWR3-Nachrichten hören oder Verkehrsnachrichten und Wetterberichte lesen. SWR3 führte als erster ARD-Sender diesen Dienst ein.
Zusätzlich zum regulären SWR3-Programm kann man über das Internet vier weitere Kanäle aus dem ursprünglichen Programm in Dauerschleife hören:
- SWR3-Party (Hits aus der Sendung Clubparty)
- SWR3-Lyrix (Übersetzungen der Liedtexte)
- SWR3-Rock (Spezial im Rahmen der Sendung „Popshop“)

### Studio-Webcam
Ab Mai 2009 gab es die Möglichkeit die Moderatoren beim Senden im Studio 1 per Studio-Webcam zu beobachten. Im Studio 2 wurde die Webcam im Mai 2010 in Betrieb genommen. Beide Webcams ließen sich durch den Betrachter steuern. Jedoch konnte nur die Webcam des Studios betrachtet werden, aus dem im Moment gesendet wurde. Die Moderatoren hatten die Möglichkeit, die so genannte Studiocam während ihrer Sendung zu deaktivieren.
Bereits im alten Sendekomplex gab es Webcams in den Studios. Diese verfügten jedoch nicht über die Möglichkeit, vom Betrachter gesteuert zu werden.

### Video Livestream
Als erste Radiosender in Deutschland haben SWR3 und DASDING im Oktober 2014 regelmäßige interaktive Visual-Radio-Shows gestartet. Über die Bildebene sollten Sendungsinhalte greifbarer gemacht werden. Zu aktuellen Themen wurden zum Beispiel passenden Fotos aus den sozialen Netzwerken automatisiert angezeigt und konnten in Echtzeit von den Usern kommentiert werden. Das Visual Radio lief regelmäßig in der Sendung „SWR3 PopUp“ von 13 bis 15 Uhr, zusätzlich aktionsbezogen z. B. auch in der SWR3-Morningshow. Inzwischen gibt es rund um die Uhr einen Video-Livestream, in dem die Moderatoren, der aktuell gespielte Titel sowie Nachrichten und Verkehr gezeigt werden.

### SWR3-Club
Seit 1998 gab es die Möglichkeit kostenpflichtiges Mitglied im „SWR3 Club“ zu werden. Man bekam eine Ausweiskarte, zehnmal im Jahr das Clubmagazin „SWR3 Das Magazin“ und Vergünstigungen bei vielen SWR3-Veranstaltungen. Beides wird Ende 2024 eingestellt.